# Весела Долина (Болградський район)
Весела́ Доли́на (у минулому: Село № 4, Кльостіц / Клястиця, Чага, Шага)  — село Бородінської селищної громади, у Болградському районі Одеської області України. Засноване свого часу німецькими колоністами.

## Географія
На північно-східній околиці села балка Вале Карадай впадає у річку Чагу.

## Історія села

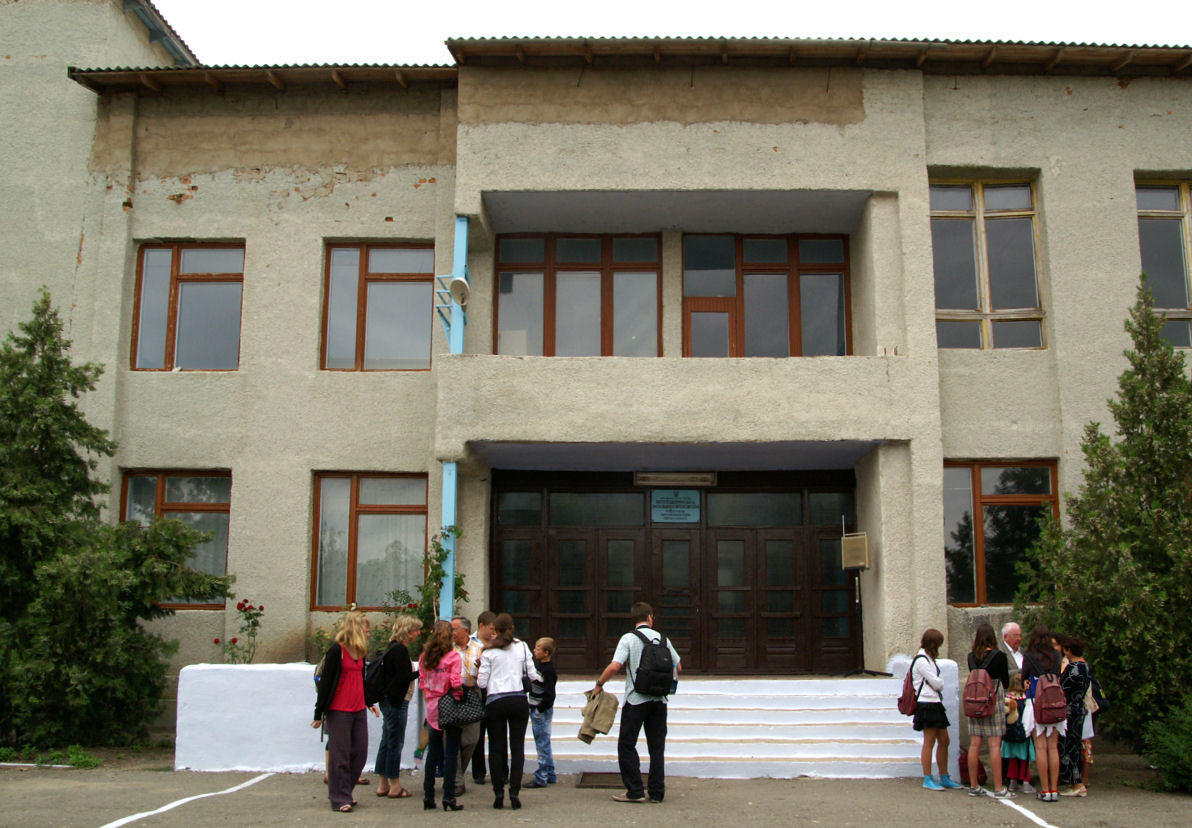
НВК «Загальноосвітня школа І-ІІІ ступенів — дошкільний заклад»

Село засноване в 1815 році. Спочатку називалося Клястіц (Чага, Шага, Миколаївська) і було центром Клястіцької волості Аккерманського повіту Бессарабської губернії. Названо на честь перемоги російської армії під с. Клястіци в 1812 році. Розташовувалося біля річки Сака (біля місця її впадіння в р. Чага), в 80 км на захід від повітового міста Аккерман.
Засновники села — 134 сім'ї з Вюртемберга, Пруссії, Рейнської Баварії, Бадена, Польщі (в осн. Переселилися з Вюртемберга в 1800—1804 рр.), Бессарабії. Тому село було лютеранське. Лютеранські парафії знаходилися в Тарутине, а з 1842 року в самому селі Клястіц. Землі 8031 десятин. У 1857 році було 134 дворів і 130 безземельних сімей. Жителів налічувалося: 804 (1827), 1381 (1859), 1959 (1870), 2158 (1875), 2028 (1886), 2371/2238 німців (1897), 2692 (1905), 3312 (1939).
У 1816 була відкрита школа.
У 1940 р. німці депортовані за програмою Додому в Рейх, натомість сюди були переселено село Журавче з Надсяння.
Указом Президії Верховної Ради УРСР від 14.11.1945 перейменували село Клястниця Тарутинського району Ізмаїльської області на село Весела Долина і Клястницьку сільраду — на Веселодолинську.
12 червня 2020 року, відповідно до Розпорядження Кабінету Міністрів України від № 724-р «Про визначення адміністративних центрів та затвердження територій територіальних громад Одеської області», увійшло до складу Бородінської селищної територіальної громади.
19 липня 2020 року, в результаті адміністративно-територіальної реформи і ліквідації Тарутинського району, село увійшло до складу новоутвореного Болградського району.

## Населення
Згідно з переписом УРСР 1989 року чисельність наявного населення села становила 1304 особи, з яких 616 чоловіків та 688 жінок.
За переписом населення України 2001 року в селі мешкало 1198 осіб.

### Мова
Розподіл населення за рідною мовою за даними перепису 2001 року:
| Мова       | Відсоток |
| ---------- | -------- |
| російська  | 87,56 %  |
| українська | 6,38 %   |
| болгарська | 3,23 %   |
| молдовська | 2,57 %   |
| білоруська | 0,08 %   |
| польська   | 0,08 %   |

## Люди
В селі народилися:
- Арнульф Бауманн[de] (нар. 1932) — протестантський священнослужитель.
- Волков Віталій Васильович (15.01.1975 —  21.10.2023) — український військовослужбовець, учасник російсько-української війни,«Почесний громадянин Тарутинської селищної територіальної громади»[9][10].
- Полторак Степан Тимофійович (нар. 1965 року) — Міністр оборони України (2014—2019), начальник Академії внутрішніх військ МВС України(2002—2014), командувач Національної гвардії України (2014).